# 甜蜜女友2
《甜蜜女友2》是NEXTON公司的旗下品牌あざらしそふと製作，於2020年4月24日發售的戀愛冒險類型成人遊戲，是《甜蜜女友》的續作，2023年4月28日發售擴充版《甜蜜女友2＋》（アマカノ2＋）。

## 角色
黑姬结灯（聲優：明羽杏子）
白鷺学園：3年，生日：1月15日，血型：AB型
身高：158cm，三圍：B87 /W57 /H86（F）——甜蜜女友2
身高：158cm，三圍：B89 /W57 /H87（G）——甜蜜女友2+
撒娇技能：舔、吻
兴趣特长：睡觉、字写得漂亮
属性：月
蔦町千歲（聲優：歩サラ>）
白鷺大学：1年，生日：8月7日，血型：O型
身高：153cm，三圍：B96 /W59 /H94（I）——甜蜜女友2
身高：153cm，三圍：B98 /W58 /H93（J）——甜蜜女友2+
撒娇技能：紧紧拥抱
兴趣特长：料理
属性：花
冰見山玲（聲優：神代岬）
白鷺学園：2年，生日：3月29日，血型：B型
身高：163cm，三圍：B85 /W55 /H90（E）——甜蜜女友2
身高：164cm，三圍：B87 /W56 /H92（F）——甜蜜女友2+
撒娇技能：抚摸（确认）气味、身体
兴趣特长：鋼琴
属性：風
咲来（聲優：游木凛々）
白鷺大学：1年，生日：7月15日，血型：A型
身高：153cm，三圍：B84 /W54 /H83（D）
撒娇技能：被人嘲笑
兴趣特长：料理、边走边吃、消遥自在
属性：鳥

## 外部連結
- アマカノ2官方網站 （页面存档备份，存于）（日語）
- アマカノ2+官方網站 （页面存档备份，存于）（日語）